# Boris Dlugosch
Boris Dlugosch (Hamburg, 2 augustus 1968) is een elektronica-producer uit Duitsland. Hij is voornamelijk bekend voor zijn funky/house muziek en samenwerkingen met Mousse T. en Michi Lange, zijn partners van het Peppermint Jam Records label. Hij maakt voor vele artiesten remixes van bekende nummers. Hij heeft remixes gemaakt voor Mariah Carey en Mary J. Blige. Hij heeft ook al samengewerkt met dance-acts zoals Röyksopp, Moloko en Daft Punk. Dlugosch kan worden gezien als een pionier van housemuziek in eigen land.
Dlugosch komt voor het eerst onder de aandacht wanneer hij de single Keep Pushin (1996) uitbrengt met het project Booom!. Het nummer groeit uit tot een hit in de UK. In 1997 herhaalt hij dit kunstje nog eens wat sterker met 'Hold your head op high.
In 1999 is het zijn remix die het nummer Sing it back van Moloko tot een wereldhit maakt. Aanvankelijk is het origineel geflopt maar de remix doet het in de zomers van 1999 zo goed dat deze als zelfstandige single wordt uitgebracht. Als dank daarvoor maakte Róisín Murphy met hem de single "Never Enough" (2001). In 2001 krijgt hij ook een nationale award voor beste DJ in Duitsland.
Daarna is Blugosch vooral actief als DJ en wordt hij geregeld als remixen ingeschakeld. Producties verschijnen er sporadisch. Wel maakt hij in 2017 samen met Purple Disco Machine het nummer Love For Days. 